# 丸囲みC
丸囲みCは、囲み英数字の一種で、大文字または小文字のCを丸で囲んだものである。

## 符号位置
大文字のCを丸で囲んだもの (Ⓒ) は、Unicodeでは"U+24B8"に収録されている。UTF-8では"e2 92 b8"とエンコードされる。
小文字のcを丸で囲んだもの (ⓒ) は、Unicodeでは"U+24D2"に収録されている。UTF-8では"e2 93 92"とエンコードされる。
| 記号 | Unicode | JIS X 0213 | 文字参照         | 名称                                   |
| ---- | ------- | ---------- | ---------------- | -------------------------------------- |
| Ⓒ    | U+24B8  | -          | &#x24B8; &#9400; | CIRCLED LATIN CAPITAL LETTER C         |
| ⓒ    | U+24D2  | 1-12-35    | &#x24D2; &#9426; | 丸C小文字 CIRCLED LATIN SMALL LETTER C |
| ©    | U+00A9  | -          | &#xA9; &#169;    | COPYRIGHT SIGN                         |

## 使用例
丸囲みCは、著作権マークとして使用されている。
1947年から1949年にかけて発売された千代田光学（後のミノルタ→コニカミノルタ）のカメラには、レンズに"ⓒ Super Rokkor"のように青いⓒマークが付いているものがあった。これは著作権表示ではなく、反射防止(coated)加工がされていることを示すものだった。他のメーカーのレンズにも同様の意味の刻印があり、例えば、オリンパスのズイコーレンズには、赤い"ZUIKO C."という表記があった。
このマークは、第二次世界大戦中に製造されたクルーバー社のプラスチック製の機体認識訓練用模型で広く使用された。
日本語の敬称の「ちゃん (Chan)」の意味で丸囲みCが使用されることがある。